# Colette Durruti
Diana Colette Durruti Morin (Barcelona, 4 de diciembre de 1931 - Maureillas-las-Illas, 19 de abril de 2025), conocida también como Diana Marlot (su apellido de casada), fue una militante anarquista hispanofrancesa; la única hija del anarquista Buenaventura Durruti y de la militante libertaria francesa Émilienne Morin.

## Biografía
Colette nació en Barcelona durante la Segunda República, mientras su padre estaba en prisión. La familia vivía en una situación difícil, y los compañeros anarquistas hicieron una colecta para ayudar a su madre, que tuvo que trabajar realizando trabajos de limpieza y después de acomodadora en el cine Goya. Los primeros años estuvieron marcados por problemas económicos y constantes traslados. Sin embargo, sus padres vivían en igualdad y se ayudaban mutuamente: Durruti cuidaba de la casa y de Colette cuando Émilienne trabajaba.
Con el estallido de la guerra civil española, en 1936, Émilienne se incorporó a la Columna Durruti en el frente de Aragón, dejando a Colette bajo la tutela de la amiga y compañera Teresa Margalef. Más adelante, cuando Durruti se marchó hacia Madrid para defender la capital del fascismo, Émilienne regresó a Barcelona para ocuparse personalmente de su hija. Colette sólo tenía cinco años cuando su padre murió en el frente de Madrid durante los primeros meses de la guerra, hecho que limitó su vínculo personal. La muerte de Durruti marcó un antes y un después para Colette y su madre. Émilienne, en un artículo publicado en la revista Mujeres Libres, dejó escrito que quería educar a su hija siguiendo los ideales del padre.
Tras el exilio con su madre, Colette se estableció en el estado francés, donde vivió el resto de su vida. Adquirió la nacionalidad francesa en los años 1950 tras casarse con Roger Marlot, con quien tuvo dos hijos, Yvon y Rémi, este último, muerto en un accidente en 1989. Dirigió una empresa de productos lácteos en Bretaña y, una vez jubilada, se trasladó a vivir al Rosellón.
Colette Durruti mantuvo su compromiso libertario a lo largo de su vida, participando en actos conmemorativos y manteniendo el contacto con el entorno militante. Pese a haber conocido poco a su padre, a menudo hablaba de él y conservaba un recuerdo cariñoso, según declaró en una entrevista a una revista francesa.  Participó en el documental Celuloide colectivo (2009), dirigido por Óscar Martín García, dedicado a la producción cinematográfica revolucionaria durante la guerra civil española. El 17 de noviembre de 2019, participó en un acto de homenaje a figuras históricas del anarquismo celebrado en el cementerio de Montjuïc , junto con otros familiares de figuras históricas del anarquismo, como Paul Gambier Esgleas.